# Årdal
Årdal é uma comuna da Noruega, com 978 km² de área e 5 631 habitantes (censo de 2004).